# گرن توریسمو ۵
گرن توریسمو ۵ (به ژاپنی: グランツーリスモ 5 Guran Tsūrisumo Faibu) یک بازی ویدئویی به سبک شبیه‌سازی مسابقه‌ای است که توسط پولی‌فونی دیجیتال توسعه یافته و به‌وسیلهٔ سونی کامپیوتر انترتینمنت به‌طور انحصاری برای کنسول پلی‌استیشن ۳ منتشر شده‌است. گرن توریسمو ۵ نسخه کامل شده بازی کوتاه سرآغاز در سال ۲۰۰۷، و اولین عنوان اصلی در مجموعه بازی‌های گرن توریسمو است که بر روی کنسول پلی‌استیشن ۳ منتشر شد. در بازی ۱۰۸۸ خودرو وجود دارد، ۲۹ مکان متنوع و ۷۷ موسیقی مختلف در دسترس است. زمان پویا و اثرات آب‌وهوایی اولین تأثیر خود را در این نسخه داشتند. مجوزهای رالی قهرمانی جهان، نسکار و سوپر جی‌تی برای نخستین بار در سری گرن توریسمو مورد استفاده قرار گرفتند. این بازی در ۲۴ نوامبر ۲۰۱۰ در اروپا و آمریکای شمالی، و ۲۵ نوامبر ۲۰۱۰، در ژاپن و استرالیا عرضه شد.
گرن توریسمو ۵ با واکنش‌های مثبتی از سوی منتقدان همراه بود و یک موفقیت تجاری به‌شمار می‌رفت، و به عنوان دومین بازی پرفروش کنسول پلی‌استیشن ۳ در تمام دوران، پرفروش‌ترین بازی انحصاری کنسول پلی‌استیشن ۳، و همچنین دومین نسخه پرفروش این سری با فروشی نزدیک به ۱۲ میلیون نسخه محسوب می‌شود.